# Cubaris africana
Cubaris africana är en kräftdjursart som beskrevs av Stefano Taiti och Franco Ferrara 1987. Cubaris africana ingår i släktet Cubaris och familjen Armadillidae. Inga underarter finns listade i Catalogue of Life.